# АЕС Чеонджі
Атомна електростанція Чхонджі (кор.: хангиль: 천지원자력발전소) — запланована південнокорейська атомна електростанція, розташована в сільській місцевості округу Йондок. Чхонджі стане першою станцією, яка впровадить оновлений дизайн APR+ з потужністю 1500 МВт. Перший блок, Чхонджі-1, був запланований до введення в комерційну експлуатацію в 2026 році, а сестринський блок Чхонджі-2 — у 2027 році. Однак після виборів Мун Чже Іна, який проводив передвиборчу кампанію на антиядерній платформі, плани щодо придбання землі та продовження розгляду заявки на отримання ліцензії були призупинені в 2017 році. Станом на 2023 рік планується завершити будівництво двох блоків у 2028 та 2029 відповідно.

## Зовнішні посилання
- Nuclear Power Construction: Overview. Korea Hydro & Nuclear Power. Процитовано 24 січня 2018.